# 若蟲

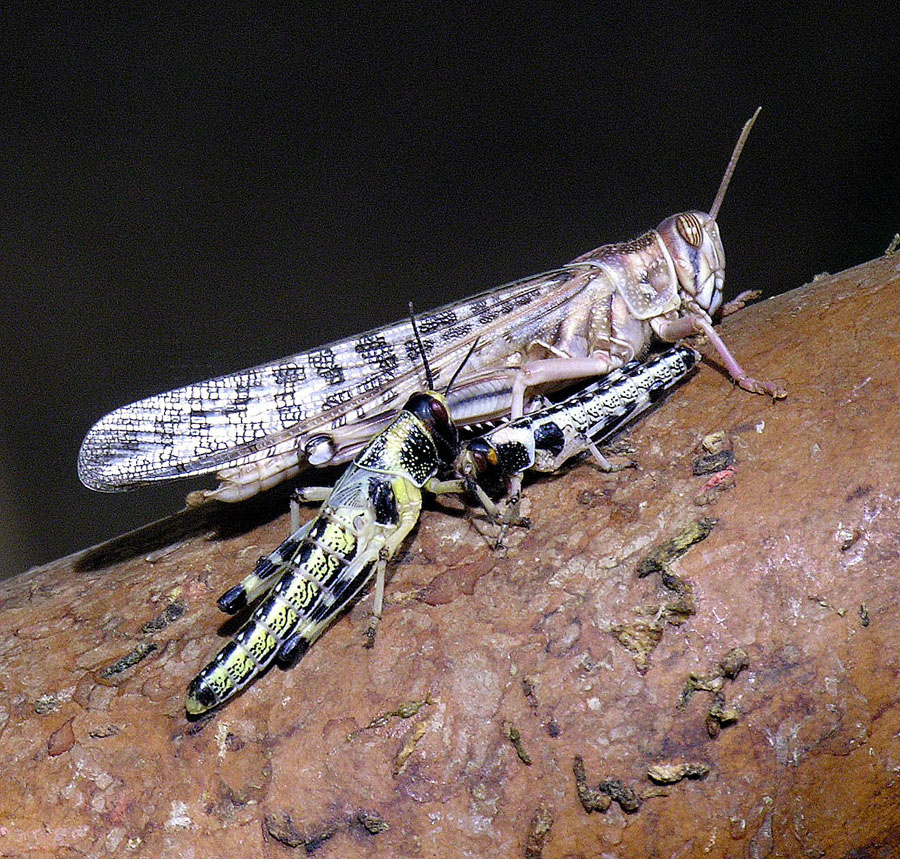
兩隻沙漠蝗蟲（Schistocerca gregaria）若蟲在成蟲旁邊

若蟲是對漸進變態類（不完全變態）昆蟲的幼期稱呼。不完全變態昆蟲和完全變態昆蟲的最大差別在於沒有經歷蛹期。也就是說，不完全變態昆蟲只有卵、若蟲和成蟲三個時期，而若蟲則對應完全變態昆蟲的幼蟲。  
若蟲除了沒有翅膀及生殖器官外，其他形態與成蟲很接近，它的生態環境及生活習性也與成蟲相同。例如蝗蟲的幼期與成蟲一樣都取食植物葉片也都會跳躍移動。其他以若蟲稱呼的昆蟲有蟑螂、螳螂、蟋蟀、竹節蟲、椿象等。
完全變態昆蟲經過交尾會產下卵，從卵裏孵出來的小蟲子，如果需經過四個生態期：1.卵 2.幼蟲 3.蛹 4.成蟲，此種昆蟲為完全變態，幼期稱為幼蟲。它的形態結構、生態環境及生活習性與成蟲都不相同。以蝴蝶為例，牠的幼期是毛毛蟲，通常是吃植物的葉片，也只能用爬的移動；蝴蝶則是吸食花蜜，而且具有翅膀可以飛行。
水生昆蟲的若蟲又名稚蟲（英语： naiad），如蜻蜓、豆娘的稚蟲即为水虿。其形态一般与成虫相差较大。